# Ulta美妆

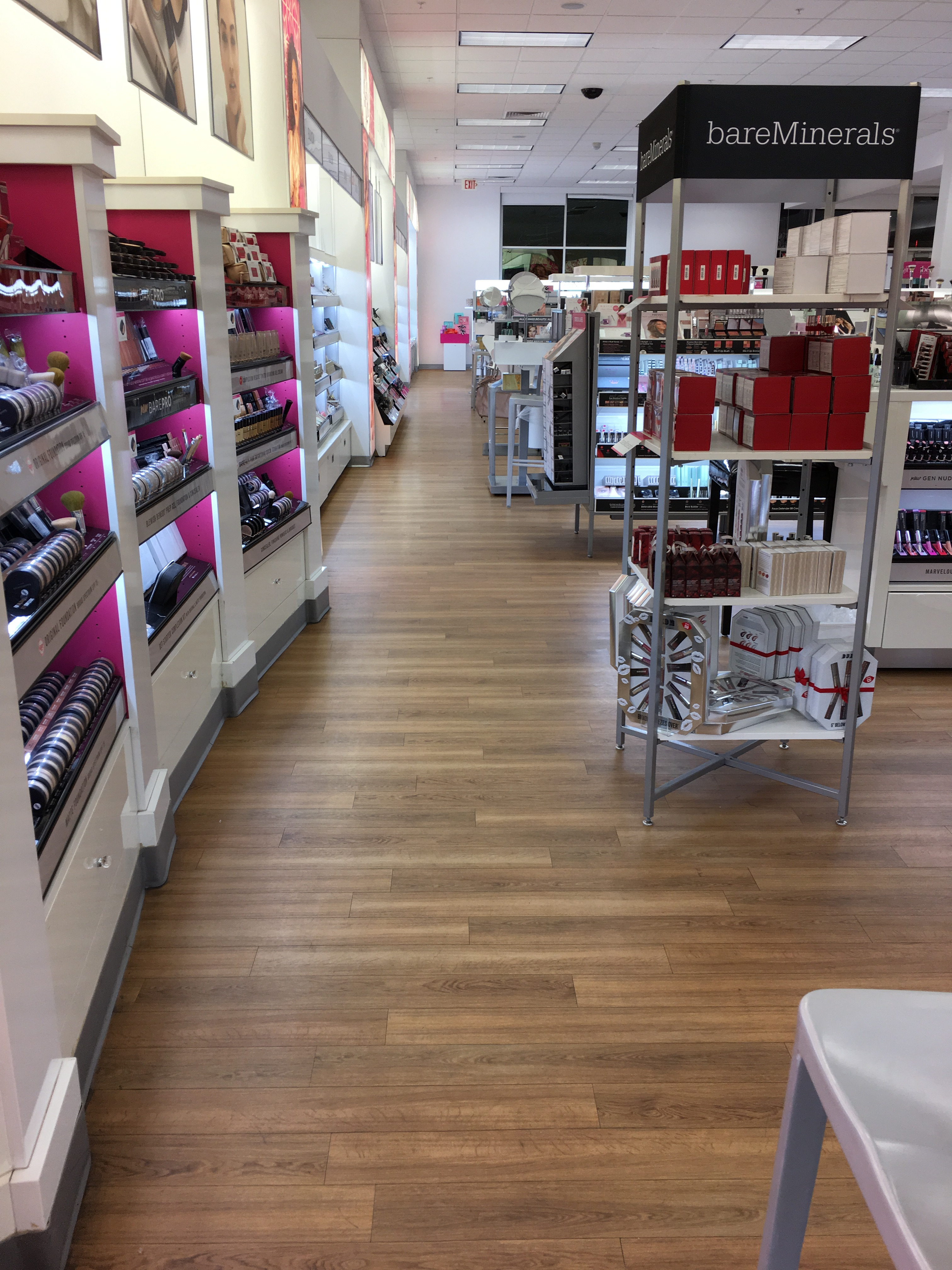
加州一家Ulta美妆店內

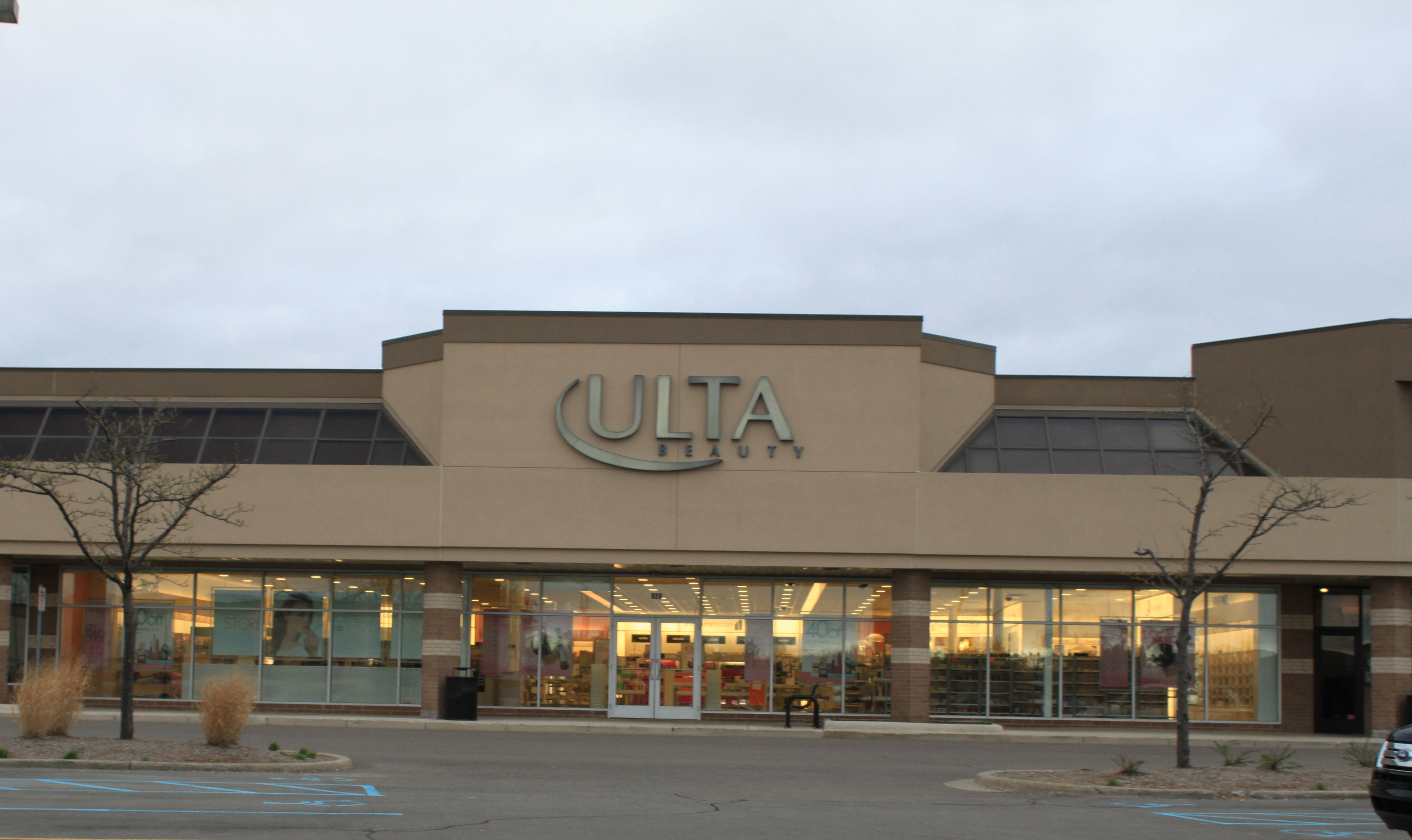
密歇根州的Ulta美妆

Ulta美妆（Ulta Beauty, Inc.；前名：Ulta Salon, Cosmetics & Fragrance Inc.），是一家美國化妝品零售商，總部位於伊利諾州博林布魯克。
2015年，Ulta美妆在美国市场超过其主要竞争者丝芙兰，成为美国最大的美妆零售商。

## 歷史
奧斯克藥物公司（Osco Drug, Inc.）總裁理查德·喬治（Richard E. George）在1989年辭職，1990年創立Ulta美妆。公司在2007年10月25日在納斯達克上市。

## 外部連接
- 官方网站
- - Ulta Beauty的商業數據：Google Finance
  - Yahoo! Finance
  - Reuters
  -  SEC filings